# Прец
Прец (нім. Preetz) — місто в Німеччині, розташоване в землі Шлезвіг-Гольштейн. Входить до складу району Плен.
Площа — 14,4 км2. Населення становить 15 958 ос. (станом на 31 грудня 2020).

## Відомі люди
- Карл Генцкен (1885 — 1957) — один з керівників медицини Третього Рейху, групенфюрер СС і керівник санітарної служби військ СС.

## Галерея

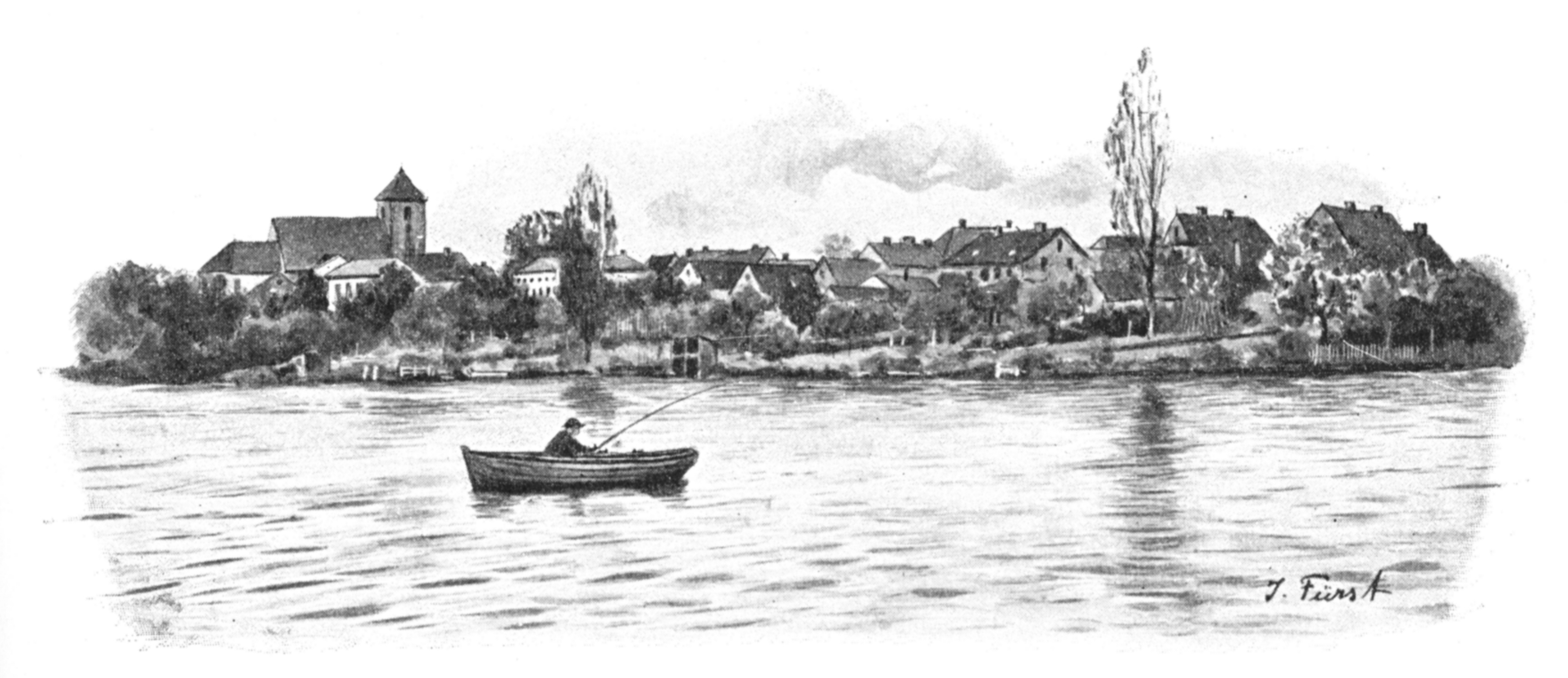
links
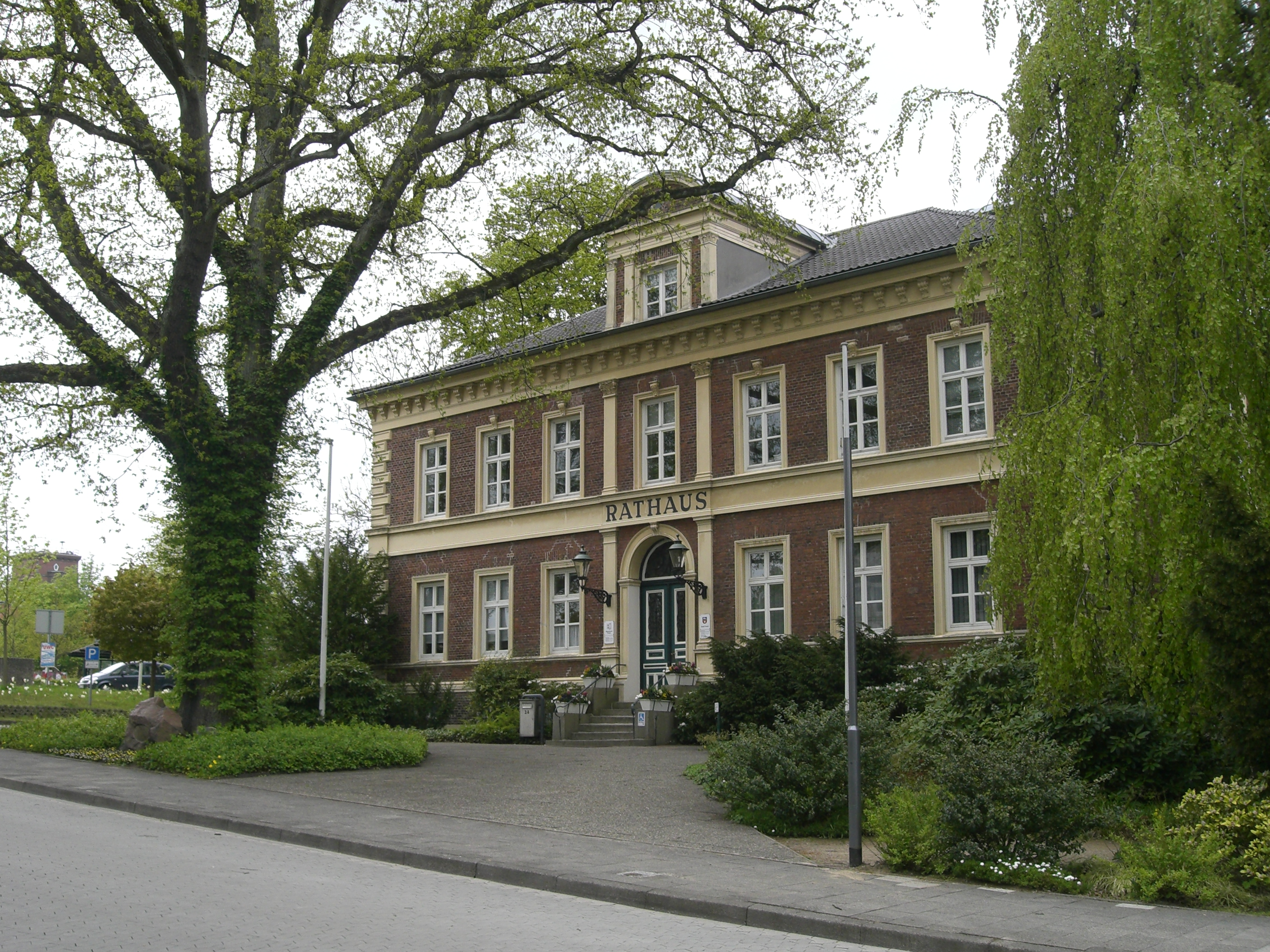
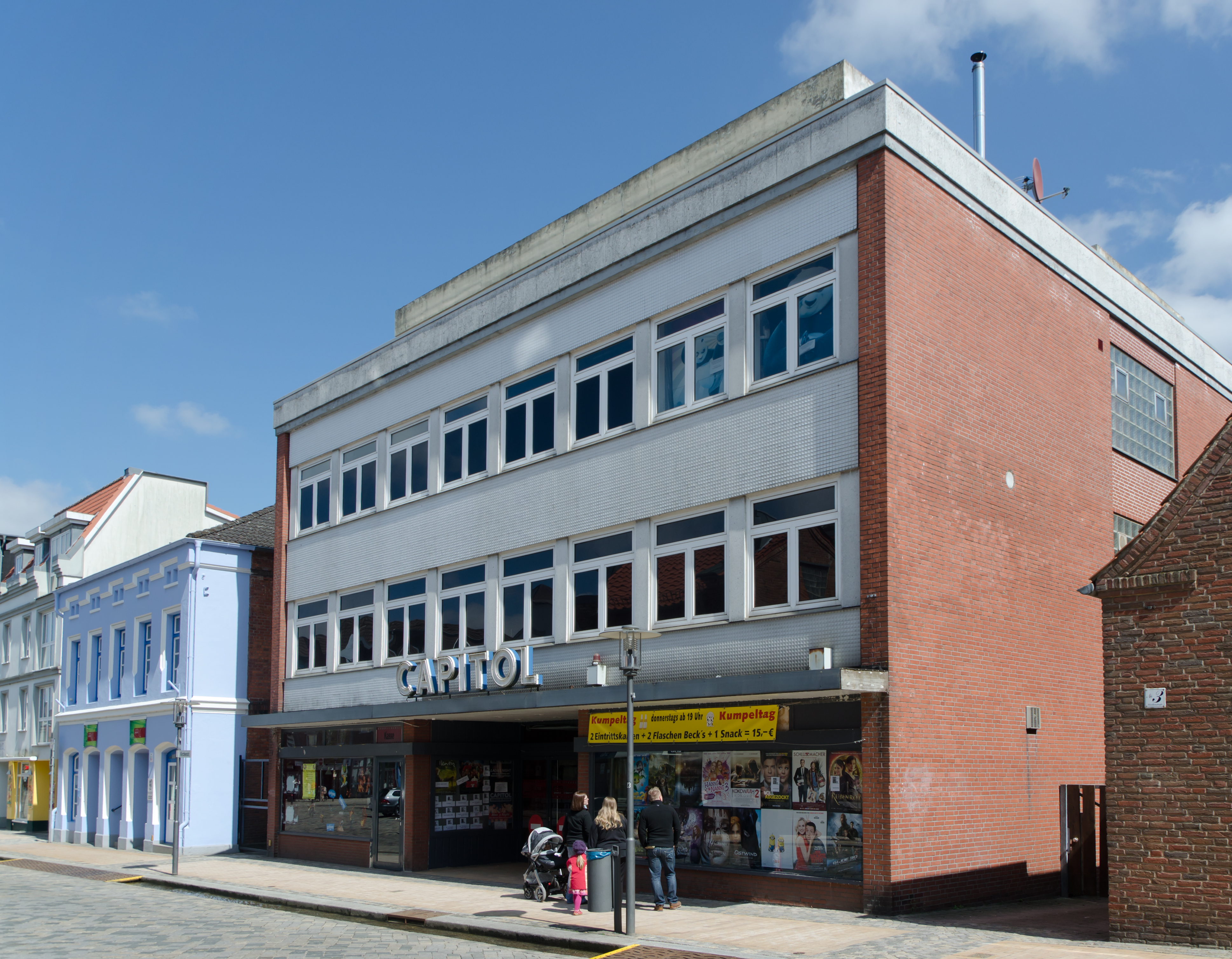
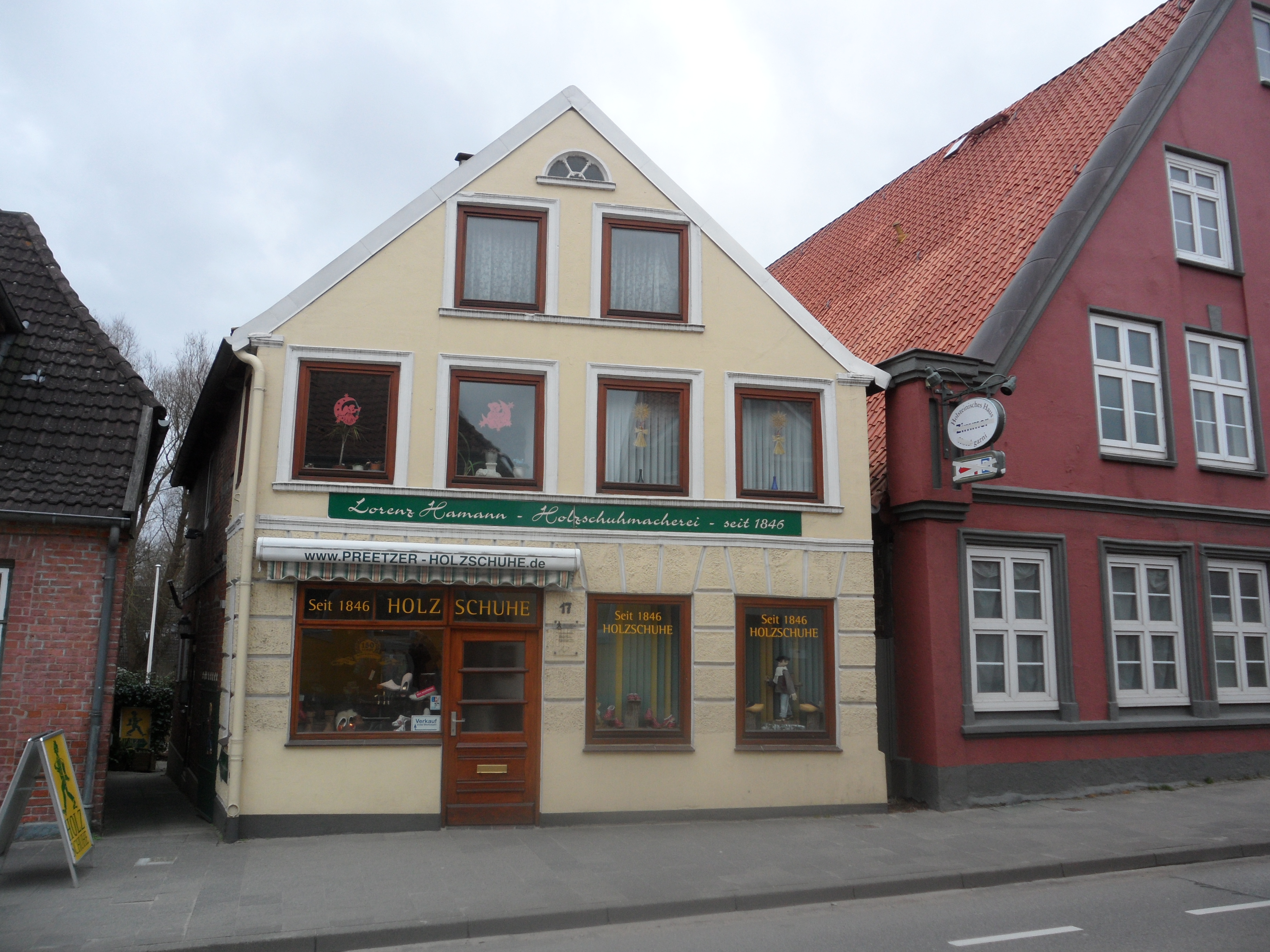
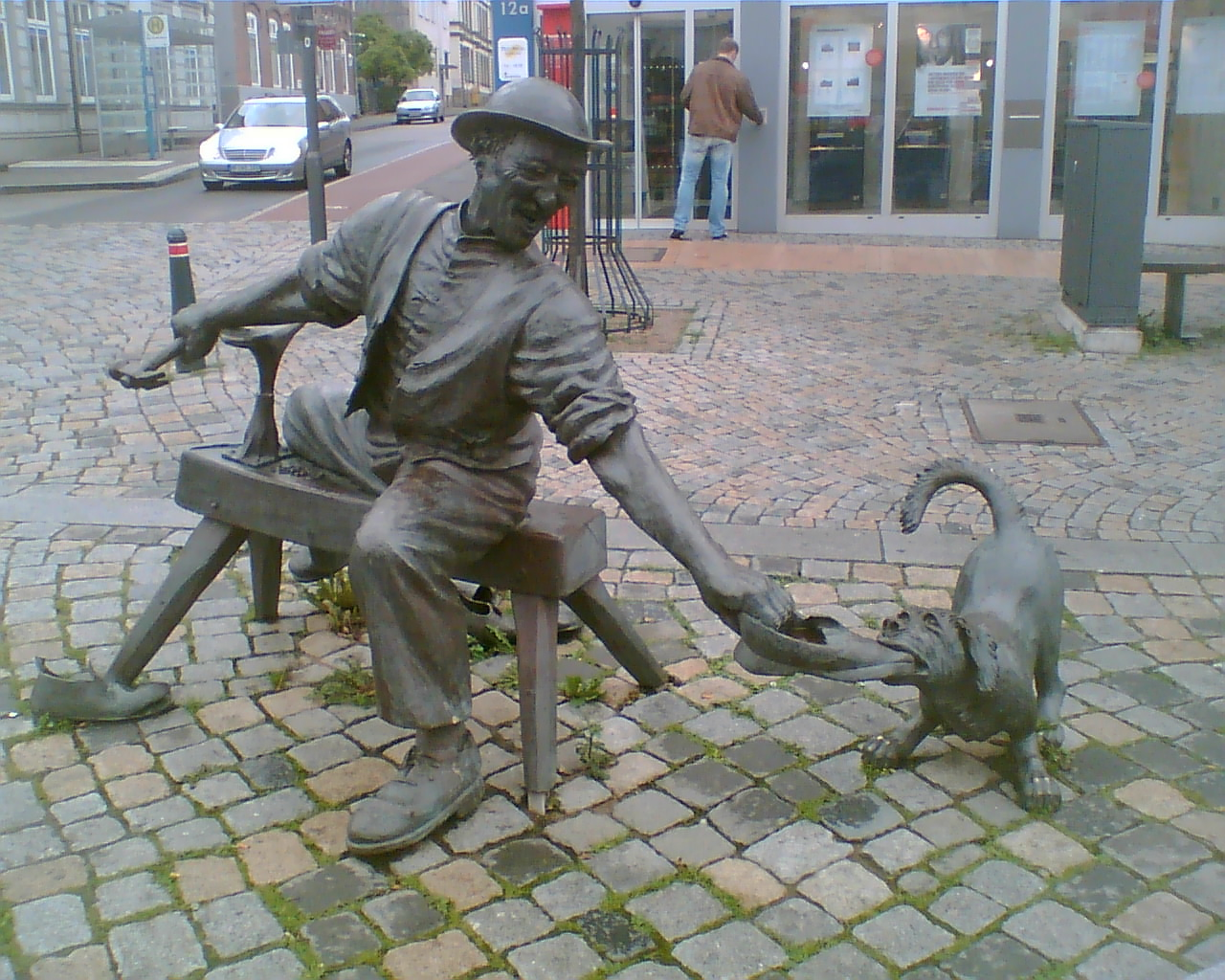
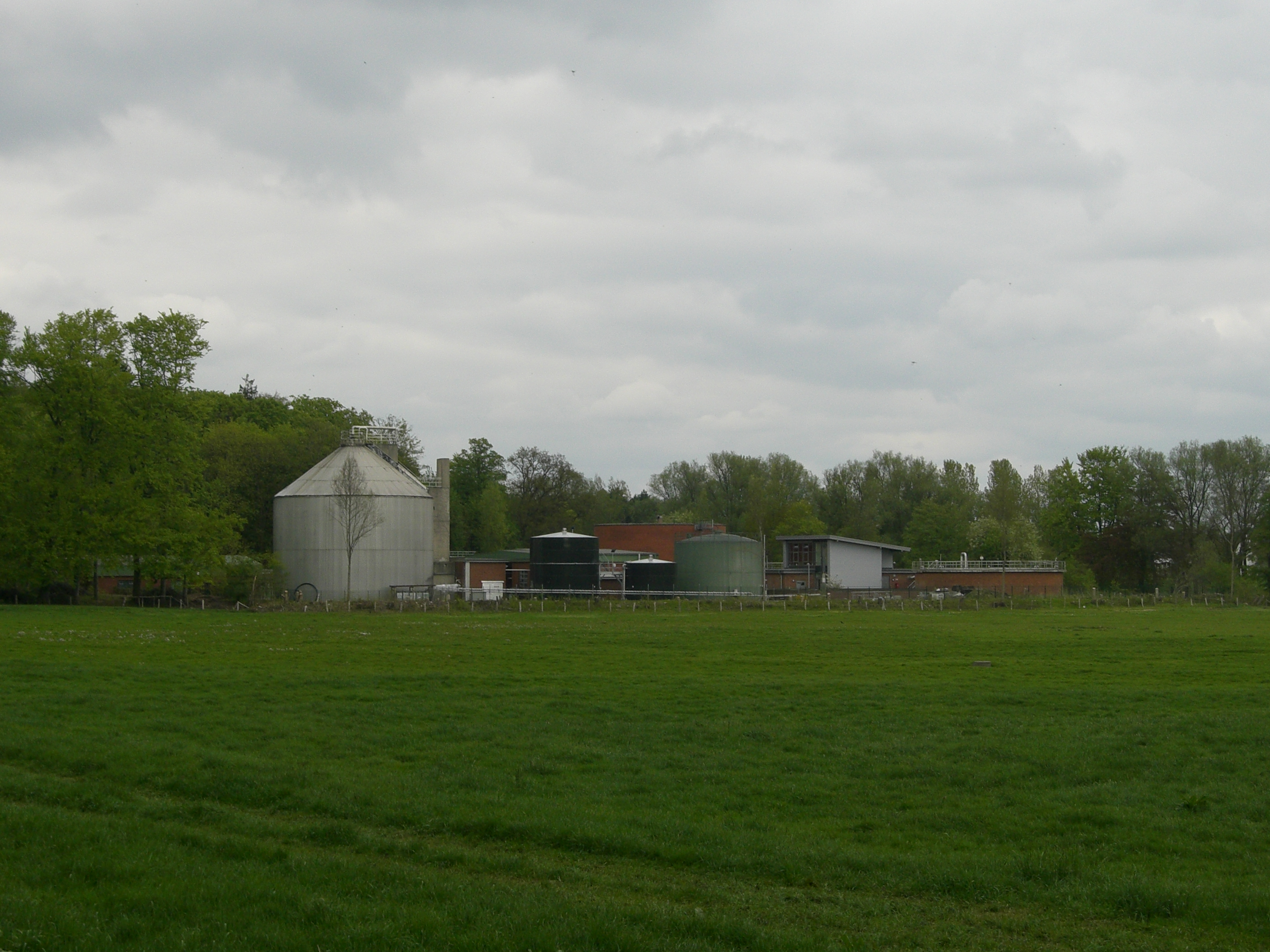